# Królestwo Włoch (1861–1946)
Królestwo Włoch (wł. Regno d’Italia), także: Królestwo Włoskie – historyczne państwo położone na Półwyspie Apenińskim oraz na wyspach: Sardynii i Sycylii, a w późniejszych czasach także na terenach obecnie należących do Słowenii i Chorwacji. Posiadało także kolonie w Afryce (patrz: kolonie włoskie) i okupowało Albanię (patrz: Królestwo Albanii – protektorat włoski).
Powstało w 1861 roku w następstwie trwającego kilka dekad procesu zjednoczenia ziem włoskich (wł. Risorgimento), w ramach którego przyłączono do Królestwa Sardynii państwa Półwyspu Apenińskiego i Sycylii. Było monarchią konstytucyjną, rządzoną przez władców wywodzących się z panującej wcześniej w Królestwie Sardynii dynastii sabaudzkiej. Szczególnym okresem w jego historii były lata 1922–1943, gdy rząd tworzyli faszyści, a na jego czele stał Benito Mussolini, formalnie będący premierem, zaś de facto sprawujący władzę jako autorytarny dyktator. Królestwo Włoch przestało istnieć w 1946 roku, kiedy to w wyniku referendum konstytucyjnego zniesiono monarchię i wprowadzono republikę parlamentarną – obecną Republikę Włoską.

## Sąsiedzi

### Państwa

#### 1860–1867
- Austria
- Francja
- Państwo Kościelne
- San Marino
- Szwajcaria

#### 1867–1870
- Austro-Węgry
- Francja
- Państwo Kościelne
- San Marino
- Szwajcaria

#### 1870–1918
- Austro-Węgry
- Francja
- San Marino
- Szwajcaria

#### 1918–1920 oraz 1924–1929
- Austria
- Francja
- Jugosławia
- San Marino
- Szwajcaria

#### 1923–1924
- Austria
- Francja
- Jugosławia
- San Marino
- Szwajcaria
- Wolne Miasto Fiume

#### 1929–1938
- Austria
- Francja
- Jugosławia
- San Marino
- Szwajcaria
- Watykan

#### 1938–1940
- Niemcy
- Francja
- Jugosławia
- San Marino
- Szwajcaria
- Watykan

#### 1940–1941
- Francja Vichy
- Jugosławia
- Niemcy
- San Marino
- Szwajcaria
- Watykan

#### 1941–1945
- Francja Vichy
- Niemcy
- Niepodległe Państwo Chorwackie
- San Marino
- Szwajcaria
- Watykan

#### 1945–1946
- Austria
- Francja
- Jugosławia (przez Wolne Terytorium Triestu)
- San Marino
- Szwajcaria
- Watykan

### Kolonie

#### Libia (1911/1934–1943)
- Francja (od 1940 Francja Vichy)
  - Francuska Afryka Równikowa
  - Francuska Afryka Zachodnia
  - Algieria Francuska
  - Tunezja Francuska (protektorat)

- Wielka Brytania
  - Egipt (protektorat, od 1922 oficjalnie niepodległy)
  - Sudan Anglo-Egipski (kondominium brytyjsko-egipskie)
- Egipt (od 1922)

#### Włoska Afryka Wschodnia (1936–1941)
- Francja
  - Somali Francuskie
- Wielka Brytania
  - Sudan (kondominium brytyjsko-egipskie)
  - Kenia
  - Somali Brytyjskie

##### Erytrea (1890–1936)
- Abisynia (niepodległa do 1936 i od 1941)
- Francja
  - Somali Francuskie
- Wielka Brytania
  - Sudan (kondominium brytyjsko-egipskie)

##### Somali Włoskie (1905–1936 i 1950–1960)
- Abisynia (niepodległa do 1936 i od 1941)
- Wielka Brytania
  - Kenia
  - Somali Brytyjskie

#### Albania (protektorat) (1939–1943)
- Jugosławia
- Grecja

## Podział administracyjny

Mapa pokazująca podział administracyjny Włoch w 1871 roku

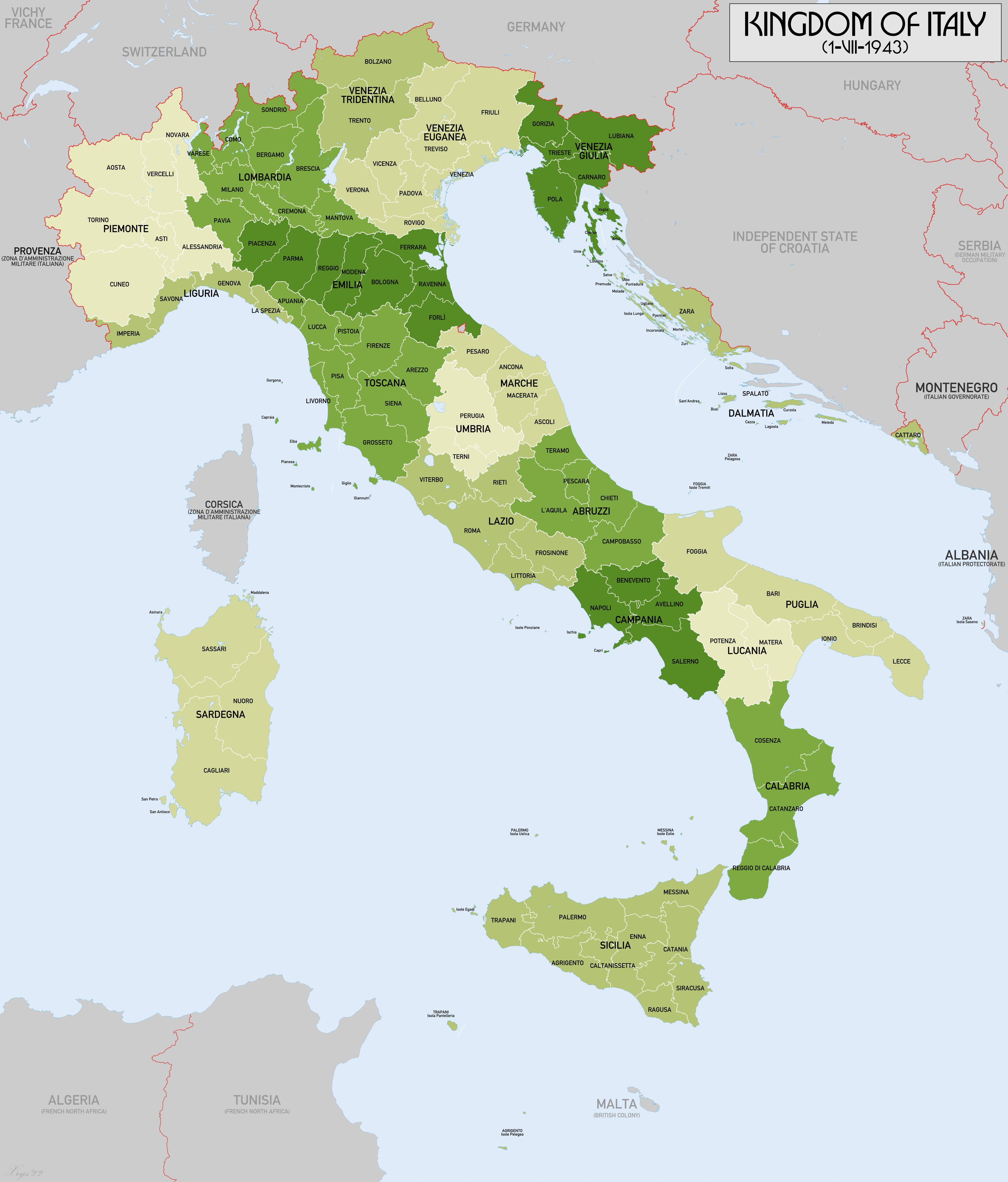
Mapa pokazująca podział administracyjny Włoch w 1943 roku

Królestwo Włoch podobnie jak późniejsza Republika Włoska składało się z regionów podzielonych na prowincje. W momencie proklamacji państwa 17 marca 1861 roku w jego skład wchodziło 58 prowincji administracyjnych (wł. amministrazioni provinciali). W 1866 roku w granice państwa włączono zarządzany dotychczas przez Habsburgów obszar w większości pokrywający się w swych granicach z terytoriami dzisiejszych regionów Wenecja Euganejska i Friuli-Wenecja Julijska, na terenie którego znajdowało się osiem prowincji: Belluno, Padova, Rovigo, Treviso, Venezia, Verona, Vicenza i Udine. W 1868 roku do terytorium Włoch przyłączono prowincję Mantua (dzisiaj Prowincja Mantua w Lombardii), zaś dwa lata później powiększono je o obszar Państwa Kościelnego (terytorialnie w większości pokrywający się z dzisiejszym regionem Lacjum), na miejscu którego utworzono prowincję Roma. Tym sposobem Królestwo Włoch zyskało liczbę 68 prowincji, która przez kilka następnych dekad nie uległa zmianie.
W następstwie I wojny światowej obszar Królestwa Włoch powiększył się o regiony Wenecja Trydencka (w pełni pokrywający się w swych granicach z terytorium dzisiejszego regionu Trydent-Górna Adyga) i Wenecja Julijska (obejmował niewielką część obecnego regionu Friuli-Wenecja Julijska z miastem Triest oraz zachodnią część terytorium dzisiejszej Słowenii i należący obecnie do Chorwacji półwysep Istria), a także o niewielki obszar z miastem Zara (obecnie Zadar w Chorwacji; dodatkowo nowo utworzona prowincja Zara należała wtedy do nowo utworzonego regionu administracyjnego Królestwa Włoch o nazwie Wenecja Julijska). W następstwie tego w 1923 roku włoskie władze ukonstytuowały prowincje La Spezia, Trieste i Ionio, w 1924 roku prowincje Fiume, Pola i Zara, zaś w 1927 roku prowincje Aosta, Vercelli, Varese, Savona, Bolzano, Gorizia, Pistoia, Pescara, Rieti, Terni, Viterbo, Frosinone, Brindisi, Matera, Ragusa, Castrogiovanni i Nuoro. Sprawiło to, że liczba prowincji Włoch z 68 według stanu na 1870 rok zwiększyła się do 92 w 1931 roku. W 1934 roku dodatkowo ustanowiono prowincję Littoria, a rok później prowincję Asti.
Po przeprowadzonym w 1941 roku, związanym z II wojną światową ataku na Jugosławię wojsk włoskich, niemieckich i węgierskich utworzono Gubernatorstwo Dalmacji (co spowodowało ostateczne powiększenie prowincji Zara i odłączenie jej od regionu Wenecja Julijska oraz przyłączenie jej do nowo utworzonego regionu (o którym jest mowa)), w skład którego oprócz dotychczas istniejącej prowincji Zara weszły także nowo powstałe prowincje Spalato i Cattaro, ponadto na obszarze okupowanej przez wojska włoskie środkowej części dzisiejszej Słowenii powstała prowincja Lubiana. Dodatkowo prowincja Fiume ostatecznie się powiększyła i zmieniła swoją nazwę na prowincję Carnaro. Dzięki temu Królestwo Włoch doczekało się łącznej i ostatecznej liczby 95 prowincji.

### Tabelka przedstawiająca były podział administracyjny Włoch
| Polska nazwa regionu    | Włoska nazwa regionu         | Stolica   | Liczba prowincji          | Zarządzający            | Powierzchnia                              |
| ----------------------- | ---------------------------- | --------- | ------------------------- | ----------------------- | ----------------------------------------- |
| Abruzja                 | Abruzzi                      | L’Aquila  | 5                         | Felice Spadaccini       | 15 232 km²                                |
| Apulia                  | Puglia                       | Bari      | 5                         | Gennaro Trisorio Liuzzi | 19 362 km²                                |
| Emilia                  | Emilia                       | Bolonia   | 8                         | Guido Fanti             | 22 089,09 km²                             |
| Gubernatorstwo Dalmacji | Governatorato della Dalmazia | Zara      | 3                         | Giuseppe Bastianini     | 5242 km²                                  |
| Kalabria                | Calabria                     | Catanzaro | 3                         | Aldo Ferrara            | 15 079 km²                                |
| Kampania                | Campania                     | Neapol    | 4                         | Nicola Mancino          | 13 595 km²                                |
| Lacjum                  | Lazio                        | Rzym      | 5                         | Girolamo Mechelli       | 17 203 km²                                |
| Liguria                 | Liguria                      | Genua     | 4                         | Gianni Dagnino          | 5410 km²                                  |
| Lombardia               | Lombardia                    | Mediolan  | 9                         | Cesare Golfari          | 23 861 km²                                |
| Lukania                 | Lucania                      | Potenza   | 2                         | Vincenzo Verrastro      | 9992 km²                                  |
| Marche                  | Marche                       | Ankona    | 4                         | Giuseppe Serrini        | 9764,69 km²                               |
| Piemont                 | Piemonte                     | Turyn     | 7                         | Edoardo Calleri         | 28 662,9 km²                              |
| Sardynia                | Sardegna                     | Cagliari  | 3                         | Paolo Dettori           | 24 090 km²                                |
| Sycylia                 | Sicilia                      | Palermo   | 9                         | Salvatore Corallo       | 25 832 km²                                |
| Toskania                | Toscana                      | Florencja | 9                         | Lelio Lagorio           | 22 987,04 km²                             |
| Umbria                  | Umbria                       | Perugia   | 2                         | Pietro Conti            | 8456 km²                                  |
| Wenecja Euganejska      | Venezia Euganea              | Wenecja   | 8                         | Angelo Tomelleri        | 25 347 km²                                |
| Wenecja Julijska        | Venezia Giulia               | Triest    | 5 (1918-1941 i 1941-1943) | Alfredo Berzanti        | 8500 km² (1918-1941) 7040 km² (1941-1943) |
| Wenecja Trydencka       | Venezia Tridentina           | Trydent   | 2                         | Giorgio Grigolli        | 13 619 km²                                |

### Podsumowanie dotyczące różnic między dawnymi a obecnymi regionami administracyjnymi Włoch
- Abruzja nazywała się kiedyś po włosku Abruzzi (co oznaczało też nazwę: Abruzja).
- Basilicata nazywała się kiedyś Lukania (wł. Lucania (co oznaczało, że region ten „odziedziczył” swoją nazwę po krainie historycznej o tej samej nazwie)).
- Dolina Aosty była częścią regionu Piemont, zanim wydzieliła się z jego obszarów jako region autonomiczny.
- Emilia-Romania nazywała się kiedyś po prostu Emilia (wł. Emilia). To spowodowało, że inni myśleli, że ten region „odziedziczył” swoją nazwę po regionie historycznym Emilia.
- Friuli-Wenecja Julijska było podzielone pomiędzy dwa dawne regiony: Wenecję Euganejską (starszą wersję obecnej Wenecji Euganejskiej) a Wenecję Julijską (która z czasem powiększyła się o Prowincję Lubiana(inne języki); to samo jednak dotyczyło Prowincji Fiume(inne języki), która z czasem się ostatecznie powiększyła i zmieniła swoją nazwę na prowincję Carnaro.
- Gubernatorstwo Dalmacji było dawnym regionem Włoch (na obszarze dzisiejszych państw: Chorwacji, Czarnogóry i Albanii). Obejmowało ono także „młodszą” wersję prowincji Zara(inne języki) (która wcześniej obejmowała dzisiejsze miasto Zadar w Chorwacji i kilka mniejszych wysepek chorwackich (w tym najważniejszą: Lastovo) oraz miała łączną powierzchnię 104 km² (dodatkowo należała wcześniej do regionu Wenecja Julijska)), która podczas II wojny światowej ostatecznie się powiększyła i odłączyła się od regionu Wenecja Julijska, a potem przyłączyła się do nowo utworzonego regionu administracyjnego o nazwie: Gubernatorstwo Dalmacji. Lecz po II wojnie światowej została wcielona w skład Jugosławii oraz Albanii (która w ogóle nie była częścią Jugosławii). W ten sposób Gubernatorstwo Dalmacji przestało istnieć aż do dzisiaj.
- Molise za czasów Królestwa Włoch nie istniało jako region administracyjny tego państwa, więc ono cały czas było częścią innego regionu administracyjnego o nazwie Abruzja.
- Trydent-Górna Adyga kiedyś nazywało się Wenecja Trydencka.
- Wenecja Euganejska obejmowała tereny dzisiejszej samej siebie oraz całość historycznego regionu Friuli (Friuli-Wenecja Julijska). I wtedy była starszą wersją samej siebie (patrz: Wenecja Euganejska (Królestwo Włoch)).

## Ustrój polityczny
Po utworzeniu Królestwa Włoch na całym jego obszarze obowiązywał Statut albertyński – ustawa zasadnicza dawnego Królestwa Sardynii, uchwalona 4 marca 1848 roku. Akt ten został uznany za pierwszą w historii włoską konstytucję na mocy Ustawy Legge n.4671 (Legge n. 1) z 17 marca 1861 roku, dotyczącej proklamacji powstania państwa i odegrał istotną rolę w kształtowaniu systemu konstytucyjnego Włoch. Rządy w państwie były sprawowane w ramach dziedzicznej monarchii konstytucyjnej z parlamentem, w którym przeważały siły liberalne. Pełniący funkcję głowy państwa król miał znaczne uprawnienia konstytucyjne. Był zwierzchnikiem sił zbrojnych, ponadto bezpośrednio w jego kompetencji leżała polityka zagraniczna. Władca mógł jednak dać dużo swobody premierowi w wybranych dziedzinach funkcjonowania państwa (np. król Wiktor Emanuel III względem swoich premierów uczynił tak w kwestii polityki wewnętrznej). Zapisy Statutu albertyńskiego przewidywały podstawowe prawa i wolności obywatelskie, jednak czynnego prawa wyborczego pozbawione były klasy nieposiadające majątku i niewykształcone. W 1913 roku przyjęto powszechne prawo wyborcze dla mężczyzn. Włoska ustawa zasadnicza charakteryzowała się elastycznością, która z upływem czasu doprowadziła do odejścia od formuły monarchii konstytucyjnej w stronę monarchii parlamentarnej, z coraz wyraźniej ograniczaną rolą króla.
Podczas trwających w latach 1922–1943 rządów faszystowskich Królestwo Włoch było de facto jednopartyjną dyktaturą, a stojący na jej czele Benito Mussolini, mimo iż formalnie pełnił stanowisko premiera, to w rzeczywistości sprawował niepodzielną, autorytarną władzę (od 1925 roku jako tzw. Duce), co było możliwe głównie dzięki postawie króla Wiktora Emanuela III, który nie zamierzał w żaden sposób ingerować w jego rządy. W okresie dyktatury faszystowskiej również obowiązywał Statut albertyński, jednak wprowadzono w nim istotne zmiany, mające na celu sprowadzenie ustroju monarchistyczno-parlamentarnego jedynie do roli tła dla polityki prowadzonej przez faszystów. Przykładem takich zmian jest uchwalona w listopadzie 1923 roku ustawa, zgodnie z którą partia odnosząca zwycięstwo w wyborach, mając co najmniej 25% poparcia, uzyskiwała dwie trzecie miejsc w Izbie Deputowanych. Jedynie pozostała trzecia część przypadała proporcjonalnie pozostałym partiom. Ustawa ta pozwoliła zdobyć Narodowej Partii Faszystowskiej pełnię władzy przy jednoczesnym zmarginalizowaniu znaczenia pozostałych partii.

## Siły zbrojne
Siły zbrojne Królestwa Włoch składały się z następujących rodzajów:
- Królewskich Wojsk Lądowych (wł. Regio Esercito), utworzonych 4 maja 1861 roku[16]
- Królewskiej Marynarki Wojennej (wł. Regia Marina), utworzonej wraz z proklamacją państwa 17 marca 1861 roku[17]
- Królewskich Sił Powietrznych (wł. Regia Aeronautica), utworzonych 28 marca 1923 roku[18]
- Ochotniczej Milicji Bezpieczeństwa Narodowego (wł. Milizia Volontaria per la Sicurezza Nazionale), utworzonej 1 lutego 1923 roku (integralną i zarazem autonomiczną częścią sił zbrojnych była od 1924 roku)[19][20]

Funkcję naczelnego dowódcy sił zbrojnych pełnił król. Najwyższym stopniem w strukturze wojsk lądowych był utworzony w 1924 roku marszałek Włoch (wł. Maresciallo d’Italia), marynarki wojennej – wielki admirał (wł. Grande ammiraglio), zaś sił powietrznych – marszałek lotnictwa (wł. Maresciallo dell’aria). W 1938 roku Benito Mussolini stworzył dla siebie i dla króla Wiktora Emanuela III specjalny najwyższy stopień w całych siłach zbrojnych – Pierwszego Marszałka Imperium (wł. Primo maresciallo dell’Impero).

## Historia

### Ziemie włoskie po kongresie wiedeńskim i początki procesu ich zjednoczenia

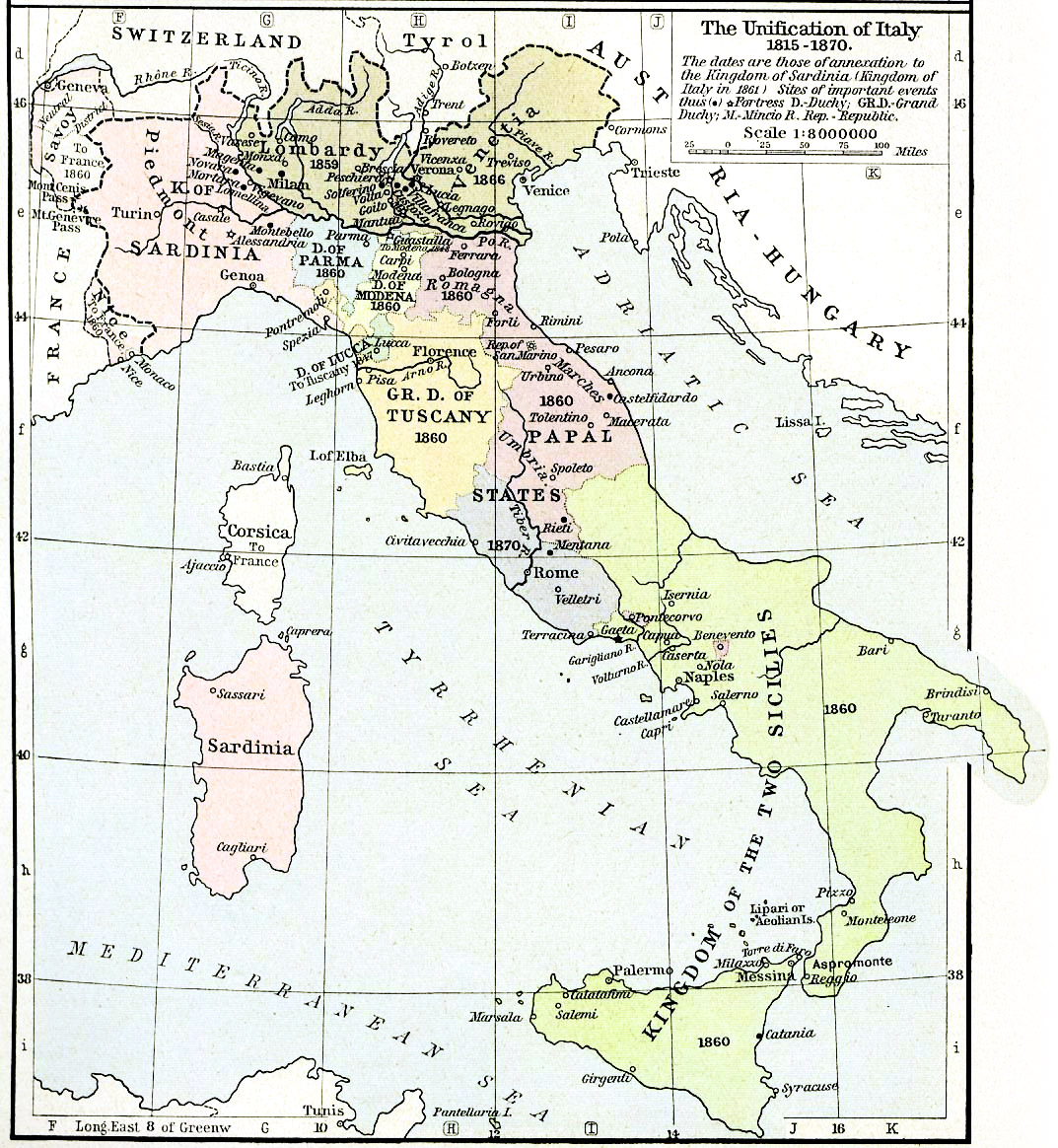
Mapa pokazująca jednoczenie ziem włoskich w latach 1815–1870

Zorganizowany po upadku Napoleona Bonapartego kongres wiedeński zdecydował o podziale politycznym Półwyspu Apenińskiego. Kongres przywrócił absolutne rządy papieża w Państwie Kościelnym, Piemont i Sardynię oddał we władanie dynastii sabaudzkiej, zaś Królestwo Obojga Sycylii – Burbonom. Dominującą pozycję na niemal całym obszarze północnych ziem włoskich uzyskała Austria, która otrzymała Lombardię i Wenecję, zaś bocznym liniom Habsburgów przypadło panowanie nad Toskanią i Modeną.
Podział ziem włoskich, sprzeczny z rozbudzonymi aspiracjami narodowymi, przyczynił się do rozwoju ruchu niepodległościowego (wł. Risorgimento), w którym hasła republikańskie i demokratyczne przeplatały się z ideą monarchii włoskiej. Społeczeństwo Półwyspu Apenińskiego zaczęło domagać się zmian, które miały dotyczyć uzyskania praw politycznych, pozbycia się dominacji Austrii i zjednoczenia Włoch. W XIX wieku w państwach włoskich istniało kilka koncepcji zjednoczenia. Jedną z nich był radykalny ruch Młode Włochy, założony przez Giuseppe Mazziniego w 1831 roku. Program Mazziniego zakładał utworzenie demokratycznej republiki po zjednoczeniu ziem włoskich, jednakże będące realizacją poglądów ruchu Młode Włochy spiski i powstania ludowe zakończyły się niepowodzeniem. W obrębie ruchu niepodległościowego istniały także liberalne ugrupowania, które opowiadały się za utworzeniem pokojowymi metodami federacji państw włoskich, wiążąc nadzieje na niepodległość Włoch ze zreformowanym papiestwem lub Królestwem Sardynii. Radykalni liberałowie optowali za utworzeniem republiki federacyjnej na wzór Szwajcarii.
Pod presją rewolucyjnych nastrojów, zapoczątkowujących włoską odsłonę Wiosny Ludów (powstania w Palermo i w Neapolu w styczniu 1848 roku), w lutym i marcu 1848 roku władcy Królestwa Obojga Sycylii, Toskanii, Królestwa Sardynii i Państwa Kościelnego ogłosili konstytucje. Wkrótce liberałowie przejęli władzę w Parmie i Modenie (skąd wypędzono książąt) oraz w Wenecji (opuszczonej przez Austriaków i 22 marca ogłoszonej republiką). Wraz ze zwycięstwem powstania w Mediolanie (18–23 marca 1848) i wycofaniem się do północnowłoskich twierdz wojsk austriackich w rękach radykałów znalazły się prawie całe północne Włochy. Próbę ich zjednoczenia podjął król Sardynii, Karol Albert, który 25 marca wkroczył do Pawii i Mediolanu. Początkowo cieszył się poparciem Toskanii, Królestwa Obojga Sycylii i Państwa Kościelnego, które utworzyły antyaustriacką koalicję, tzw. ligę władców. Ekspansja Piemontu i rozszerzanie się nastrojów rewolucyjnych doprowadziły do rozpadu koalicji, zaś wojna Piemontu z Austrią (1848–1849) oraz klęski sardyńskie pod Custozą (lipiec 1848) i pod Novarą (marzec 1849) przekreśliły szansę na zjednoczenie Włoch. Karol Albert ostatecznie abdykował na rzecz syna, Wiktora Emanuela.
Rewolucyjne wrzenie okresu Wiosny Ludów szybko przekształciło się w walkę między demokratami a konserwatywnymi władcami. W lutym 1849 roku proklamowano Republikę Rzymską, a papież Pius IX schronił się w Gaecie. W tłumieniu rewolucji we Włoszech w 1849 roku, obok wojsk austriackich oraz piemonckich (m.in. represje wobec Genui), uczestniczyły również oddziały francuskie, hiszpańskie i neapolitańskie (obalenie Republiki Rzymskiej). Po upadku Wiosny Ludów Włochy zostały ponownie podzielone i poddane władzy absolutnej, a jej uczestnicy ukarani. Jedynie Królestwo Sardynii zachowało konstytucję, rządy parlamentarne i trójkolorową flagę, a po spłaceniu kontrybucji wojska austriackie opuściły Piemont.

### Utworzenie państwa włoskiego i zakończenie procesu zjednoczenia

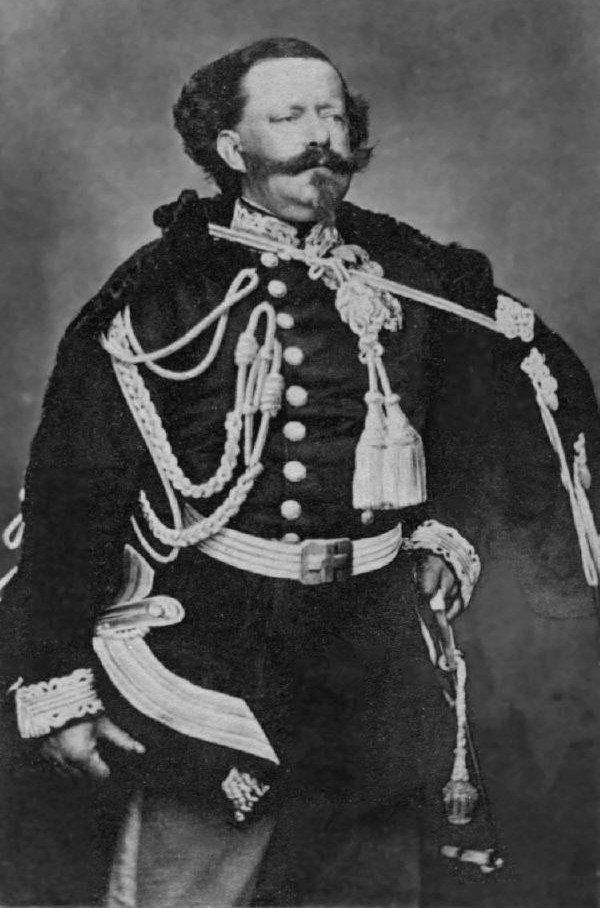
Wiktor Emanuel II – ostatni król Sardynii i pierwszy król zjednoczonych Włoch

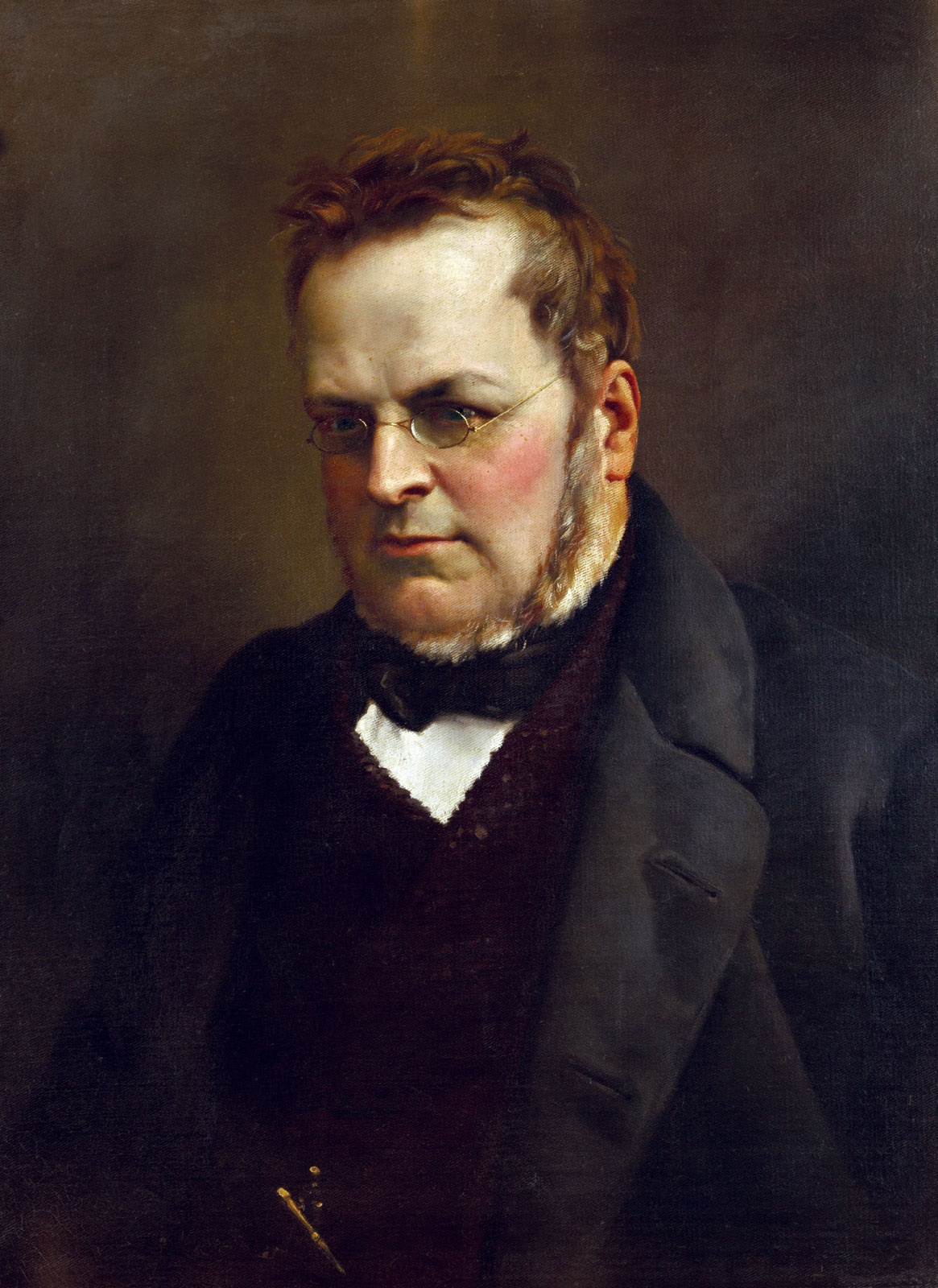
Camillo Cavour – ostatni premier Sardynii i pierwszy premier zjednoczonych Włoch

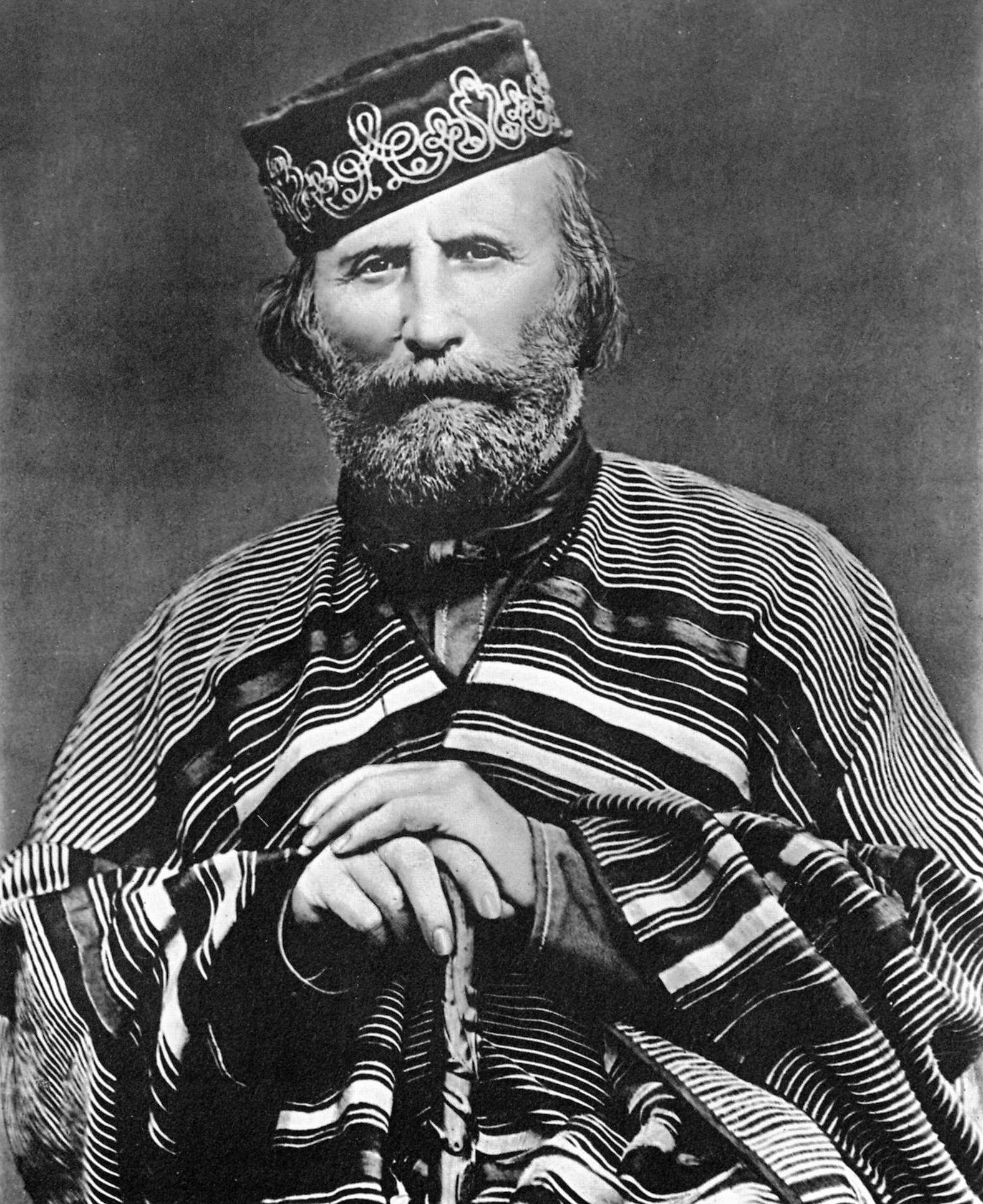
Giuseppe Garibaldi – przywódca zakończonego powodzeniem zbrojnego wystąpienia na południu Włoch, które w znacznym stopniu przyczyniło się do zjednoczenia Włoch

W drugiej połowie XIX wieku pojawiła się korzystna sytuacja dla zjednoczenia ziem włoskich, kiedy to we Francji władzę objął przychylny Włochom Napoleon III Bonaparte. Od 1849 roku rzecznikiem i centrum ruchu zjednoczeniowego było Królestwo Sardynii. Władca tego państwa, Wiktor Emanuel II, mianował na stanowisko szefa rządu Camilla Cavoura, który stanął na czele ruchu zjednoczenia Włoch pod przewodnictwem Sardynii. Cavour uzyskał poparcie wszystkich frakcji ruchu niepodległościowego (z wyjątkiem stronnictwa Mazziniego), które w 1857 roku utworzyły Narodowe Stowarzyszenie Włoskie. W celu uzgodnienia planu zjednoczenia Włoch, w 1858 roku Cavour potajemnie spotkał się z Napoleonem III w Plombières. Jedyną przeszkodą w zjednoczeniu państwa była rządzona przez Habsburgów Austria, która jednak w tamtym okresie przeżywała poważny kryzys. Przeciwko Austrii i jej dominacji na ziemiach włoskich sardyński premier otwarcie wystąpił w swej polityce zagranicznej. Udziałem Królestwa Sardynii w wojnie krymskiej zapewnił sobie poparcie Wielkiej Brytanii i Francji (Napoleon III zdecydował się wesprzeć Włochów w walce z Austrią, pod warunkiem, że opór nie przyjmie form rewolucyjnych).
W 1859 roku wojska sardyńskie i francuskie odniosły zwycięstwa w wojnie z Austrią (pod Magentą i pod Solferino). Triumfy te umożliwiły zjednoczenie północnych Włoch, w których po obaleniu lokalnych władców powierzono rządy przedstawicielom Piemontu. Na mocy rozejmu w Villafranca (lipiec 1859) i potwierdzającego jego ustalenia układu pokojowego w Zurychu (listopad 1859) Królestwo Sardynii otrzymało Lombardię odstępując przy tym Francji Niceę i Sabaudię – rodzinną krainę Wiktora Emanuela II. Plebiscyty z marca 1860 roku zadecydowały o przyłączeniu do Sardynii Toskanii, Modeny, Parmy i Bolonii.
Na początku 1860 roku Giuseppe Garibaldi zorganizował tzw. „wyprawę tysiąca” wymierzoną w rządzących Sycylią i Neapolem Burbonów. Garibaldi wraz z grupą 1028 ochotników ubranych w czerwone koszule dotarł drogą morską z północy Włoch na Sycylię, gdzie wybuchło powstanie chłopskie. Do maja 1860 roku „wyprawa tysiąca” opanowała całą wyspę, zyskując ogromne poparcie wśród miejscowej ludności i utworzyła na niej tymczasowy rząd narodowy z Garibaldim na czele. Następnie Garibaldi i jego ochotnicy przepłynęli na Półwysep Apeniński i zdobyli całe południowe Włochy, w tym, niemal bez walki, Neapol – Garibaldi wkroczył do tego miasta 7 września 1860 roku. Cieszący się wielką popularnością wśród ludu rewolucjonista liczył na odrodzenie Włoch jako republiki, postanowił jednak uznać zwierzchnictwo króla Wiktora Emanuela II i dobrowolnie zrezygnować z walki o władzę. Rozgoryczony rozwiązaniem jego armii, uważanej przez niego za zarzewie rewolucji, wycofał się z życia publicznego i skrył się w swej samotni na wyspie Caprera. Jednocześnie Camillo Cavour skierował wojska sardyńskie do Państwa Kościelnego, a następnie do Królestwa Neapolu. Plebiscyt na terenach neapolitańskich (październik–listopad 1860 roku) zadecydował o ich zjednoczeniu z Królestwem Sardynii. 17 marca 1861 roku w Turynie zebrał się ogólnowłoski parlament, który proklamował powstanie Królestwa Włoch (wł. Regno d’Italia) z Wiktorem Emanuelem II jako jego królem. Stolicą nowo utworzonego państwa był początkowo Turyn, zaś w 1865 roku została nią Florencja.
Granice zjednoczonego Królestwa Włoskiego nie obejmowały jeszcze wciąż należącej do Austrii Wenecji i Państwa Kościelnego z Rzymem, bronionego przez stacjonujące tam oddziały francuskie. W 1862 roku Garibaldi pod hasłem „Rzym albo śmierć!” zmobilizował na Sycylii trzy tysiące ochotników i wraz z nimi ruszył w kierunku Rzymu. Drogę zagrodziły mu jednak wojska królewskie, w związku z czym skapitulował, by nie przelewać bratniej krwi. Kiedy w 1870 roku wybuchła wojna francusko-pruska, schorowany Garibaldi zgłosił się do służby po stronie utworzonej kilka miesięcy później Republiki Francuskiej. Pełnił funkcję dowódcy walczącego w górach oddziału partyzanckiego, jednak nie odnosił z nim większych sukcesów w walce z wojskami pruskimi. Zmarł 2 czerwca 1882 roku. W 1866 roku, w wyniku wojny prusko-austriackiej do Królestwa Włoch przyłączona została Wenecja – był to element polityki Ottona von Bismarcka dążącego do osłabienia Habsburgów. 20 września 1870 roku wojska włoskie zajęły Państwo Kościelne wraz z Rzymem. Rok później Rzym został stolicą państwa włoskiego, co stanowiło zwieńczenie procesu zjednoczenia Włoch.

### Sytuacja polityczno-gospodarcza Włoch na przełomie XIX i XX wieku
Niedługo po powstaniu Królestwo Włoch zostało uznane jako państwo przez mocarstwa europejskie i Stany Zjednoczone (USA oficjalnie uznały Włochy 11 kwietnia 1861 roku). Początkowo władzę we Włoszech sprawowali umiarkowani liberałowie, a od 1876 roku – lewicowi radykalni liberałowie z premierem Agostinem Depretisem, który umiejętnie neutralizował i pozyskiwał opozycję, przekupując ją urzędami, odznaczeniami i informacjami finansowymi. Wkrótce po utworzeniu państwa ujednolicono systemy administracji, prawa i oświaty, a ponadto ogłoszono wolność prasy. Wprowadzono również powszechne podatki i zniesiono cła wewnętrzne, co jednak nie zniwelowało głębokich różnic między stosunkowo dobrze rozwiniętą gospodarczo i sprawnie administrowaną północną częścią kraju a zacofaną częścią południową. Dzięki protekcjonistycznej polityce rządów liberalnej lewicy we Włoszech nastąpił dynamiczny rozwój przemysłu, który określano mianem „drugiej rewolucji przemysłowej” i który najbardziej odczuwalny był na północy – głównymi ośrodkami przemysłowymi stały się Mediolan i Turyn (w Turynie 11 lipca 1899 roku założono fabrykę samochodów FIAT). Natomiast na zdominowanym przez rolnictwo południu i Sycylii panowały bieda oraz niepokoje społeczne, które spowodowały masową emigrację zarobkową – szacuje się, że w latach 1870–1910 nawet 9 milionów Włochów wyemigrowało do Stanów Zjednoczonych i Ameryki Południowej.
Sprzeczności wewnętrzne w państwie potęgował konflikt jego władz z papiestwem. Pius IX nie uznał włoskiej aneksji Państwa Kościelnego i odrzucił zaproponowaną przez Wiktora Emanuela II ustawę gwarancyjną, dającą mu szerokie przywileje. Na znak protestu ogłosił się „więźniem Watykanu” (uwięzionym w Watykanie suwerenem Państwa Kościelnego) i nałożył ekskomunikę na wszystkich winnych zniszczenia Państwa Kościelnego, zabraniając jednocześnie katolikom uczestniczenia w życiu politycznym Włoch. Wrogie nastawienie Piusa IX względem Włoch podzielali także jego trzej następcy: Leon XIII, Pius X i Benedykt XV, a spór między papiestwem a państwem dodatkowo zaostrzała antykościelna polityka rządu włoskiego.
W latach 80. XIX wieku we Włoszech rozwinął się ruch socjalistyczny. W następnej dekadzie, w 1892 roku powstała Włoska Partia Socjalistyczna. W 1893 roku miały miejsce pierwsze masowe wystąpienia robotników rolnych, zaś pięć lat później robotników przemysłowych – oba zostały krwawo stłumione przez wojsko. Celem osłabienia socjalizmu, w 1905 roku papież Pius X zgodził się na bierne prawo wyborcze włoskich katolików, jednak realizowane mogło być ono zawsze w porozumieniu z miejscowymi biskupami. W 1913 roku katolicy zawarli pakt wyborczy z liberałami przeciwko socjalistom. Nie mogli tworzyć własnych partii politycznych – zezwolił im na to dopiero papież Benedykt XV w 1919 roku.

### Utworzenie kolonii
W 1882 roku Włochy zawarły z Niemcami i Austro-Węgrami Trójprzymierze, co umożliwiło im ekspansję kolonialną w Afryce.

#### Podbój Erytrei w 1890 roku
Pod koniec XIX wieku do Erytrei zaczęli przybywać Włosi, którzy otrzymali koncesje na eksploatację kopalni soli. W 1885 roku włoskie wojska zajęły erytrejski port Massaua, a do końca 1889 roku okupowały już większość obszaru Erytrei. Ostatecznie w 1890 roku król Humbert I i premier Francesco Crispi ogłosili mające 119 tysięcy km² terytorium Erytrei włoską kolonią.

#### Podbój Somali w 1905 roku
W 1885 roku włoskie władze utworzyły placówki handlowe na wybrzeżu Oceanu Indyjskiego w oparciu o zapisy porozumienia zawartego z sułtanem Zanzibaru, tytularnym władcą tego obszaru. Trzy lata później miejscowy sułtan Hobio zaakceptował włoski protektorat, stając się jednocześnie lojalnym sojusznikiem Włoch.
W 1891 roku cały przybrzeżny obszar, rozciągający się od Raas Caseyr do rzeki Dżuba znajdował się pod panowaniem Królestwa Włoch. Przez kilka lat rząd włoski dzierżawił prawa handlowe i obowiązek utrzymania porządku na somalijskim wybrzeżu prywatnej kompanii, jednak ta okazała się być niezdolna do poradzenia sobie z narastającym lokalnym oporem, dowodzonym przez Mohammeda Abdullaha Hassana, somalijskiego przywódcę religijnego i bohatera narodowego. Z tego powodu Włochy przejęły bezpośrednią kontrolę nad Somali Włoskim w 1905 roku.

#### Podbój Trypolitanii, Cyrenajki i Dodekanezu w latach 1911–1912; utworzenie Włoskiej Afryki Północnej i Libii Włoskiej
Na początku XX wieku włoski rząd chciał zdobyć kolonię na północnoafrykańskim wybrzeżu, w której mogliby się osiedlić ubodzy farmerzy z zacofanego południa Włoch i przekształcić ją w dobrze prosperujące gospodarczo włoskie terytorium zamorskie. W 1911 roku, na mocy francusko-niemieckiego układu z Agadiru Francja przejęła kontrolę nad Marokiem, a łatwość, z jaką zyskała nowe terytorium w Afryce Północnej wywołała oburzenie włoskiej opinii publicznej. Skłoniło ono włoski rząd do podjęcia działań.
19 września 1911 roku włoska armia została oficjalnie zmobilizowana i rozpoczęła przygotowania do sformowania korpusu ekspedycyjnego, zaś 26 września 1911 roku włoski ambasador w Stambule dał rządowi Imperium Osmańskiego 24-godzinne ultimatum dotyczące scedowania terytorium Libii na rzecz Królestwa Włoch. Państwo tureckie było gotowe na zawarcie pozwalającego wyjść z twarzą kompromisu, jednak Rzym dążył do wojny. Ostatecznie wojna została wypowiedziana przez Włochy Turcji 29 września 1911 roku i zakończyła się rok później opanowaniem przez państwo włoskie Trypolitanii i Cyrenajki, a także archipelagu Dodekanez. 15 października 1912 roku na mocy traktatu pokojowego w Lozannie Turcja przekazała Włochom Trypolitanię i Cyrenajkę. W tym samym roku Włochy w traktacie z Ouchy zobowiązały się także do wycofania się z Dodekanezu, jednak ostatecznie nie spełniły tego zobowiązania. Niedługo później zarówno Trypolitania, jak i Cyrenajka stały się koloniami Włoch, współtworzącymi Włoską Afrykę Północną. 1 stycznia 1934 roku Włochy dekretem królewskim utworzyły z tego terytorium nową kolonię – Libię Włoską. Mając powierzchnię 1,7 miliona km² Libia stała się największą posiadłością kolonialną Włoch.

#### Podbój Etiopii w latach 1935–1936 i utworzenie Włoskiej Afryki Wschodniej
Włochy próbowały podporządkować sobie Etiopię (Abisynię) już pod koniec XIX wieku. W latach 1894–1896 państwo to stoczyło wojnę z Etiopią, którą pomimo przewagi technologicznej sromotnie przegrało. Włosko-etiopskie więzi polityczno-gospodarcze nie zostały jednak przerwane aż do wstąpienia na tron cesarza Hajle Syllasje I w 1930 roku, który starał się ograniczyć włoską dominację.
Po objęciu w 1922 roku funkcji premiera Benito Mussolini dążył do stworzenia imperium, które wzorem starożytnego Cesarstwa Rzymskiego władałoby obszarami wokół Morza Śródziemnego. Przejawiał on zazdrość względem wielkich imperiów kolonialnych Francji i Wielkiej Brytanii, a ponadto uważał, że Włochy mają prawo kolonizować inne kraje w taki sam sposób. Jako przedmiot ekspansji kolonialnej Mussolini wybrał Abisynię, kraj będący jednym z niewielu afrykańskich terytoriów dotąd nieskolonizowanych przez Europejczyków, a przy tym bogaty w zasoby naturalne. Chciał też pomścić upokorzenie z lat 1894–1896.
W latach 30. XX wieku Włosi zaczęli przygotowywać plan inwazji na Abisynię. Mussolini zabezpieczył dyplomatycznie operację uzyskując od Francji gwarancję wolnej ręki w prowadzeniu polityki w Afryce Wschodniej. 3 października 1935 roku wojska włoskie atakiem z zaskoczenia z terytorium Erytrei rozpoczęły II wojnę z Etiopią. Wojna ta niemal całkowicie przebiegała pod dyktando Włochów dzięki ich ogromnej przewadze technologicznej – dysponowali ciężką artylerią, czołgami, pojazdami pancernymi i samolotami, podczas gdy wojska etiopskie były uzbrojone głównie w łuki, włócznie i XIX-wieczną broń palną. W dodatku włoska armia pod dowództwem generała Pietra Badoglio zaczęła używać gazu musztardowego do ataków na ziemi i z powietrza przy użyciu bomb lotniczych, zarówno przeciwko celom militarnym, jak i cywilom. Stosowano ponadto miotacze ognia do podpalania dużych obszarów wiejskich.
Po rozpoczęciu włoskiej inwazji na Etiopię Liga Narodów zwlekała z reakcją, pozostawiając Etiopczyków samych sobie. W końcu uznała ona Włochy za agresora i nałożyła na nie sankcje gospodarcze, które jednak były nieprzestrzegane przez wiele państw i w rezultacie spowodowały poczucie niesprawiedliwości wśród Włochów oraz wzrost popularności faszystów. Włosi ostatecznie zajęli całą Abisynię i wygrali wojnę, ogłaszając króla Wiktora Emanuela III cesarzem etiopskim 9 maja 1936 roku. Prawowity władca Etiopii, Hajle Syllasje I, udał się na emigrację do Wielkiej Brytanii. 1 czerwca 1936 roku w wyniku połączenia Abisynii z Erytreą i Somali utworzono Włoską Afrykę Wschodnią.

#### Podbój Albanii w 1939 roku
Po udanym rozbiorze Czechosłowacji dokonanym przez Adolfa Hitlera, Benito Mussolini też pragnął łatwego zwycięstwa na drodze ekspansji terytorialnej. W związku z tym w pierwszych dniach kwietnia 1939 roku włoskie władze wysłały Albanii ultimatum, którego przyjęcie praktycznie odbierało temu krajowi niepodległość. Król Zogu I próbował grać na zwłokę, jednak bezskutecznie. 7 kwietnia 1939 roku wojska włoskie wkroczyły do Albanii, a do 10 kwietnia zajęły praktycznie cały kraj, z wyjątkiem miejscowości Peshkopia i Kukës położonych w górach na północnym wschodzie – tam Włosi wkroczyli 14 kwietnia. Już 12 kwietnia pospiesznie zwołano jednak albański parlament, który przegłosował zdetronizowanie Zogu I (w dniu inwazji wraz z żoną Geraldine, dwudniowym synem Leką I oraz dworskimi urzędnikami uciekł do Grecji) i zjednoczenie kraju z Włochami, a jego koronę ofiarował włoskiemu królowi Wiktorowi Emanuelowi III – monarcha przyjął ją 16 kwietnia. Albania stała się tym samym włoskim protektoratem, w którym w niedługim czasie zlikwidowane zostały pozory autonomii, a najwyższą władzę objął w imieniu króla wiceregent Francesco Jacomoni.

#### Podbój Wysp Jońskich w 1941 roku
Podczas II wojny światowej, w latach 1940–1941 Grecja została zaatakowana i podbita przez państwa Osi, a należące do niej Wyspy Jońskie trafiły pod administrację Włoch.

### 1915 – udział w I wojnie światowej
Włochy były członkiem Trójprzymierza, lecz po wybuchu Wielkiej Wojny nie przyłączyły się do niej po stronie państw centralnych. Uznały, że ponieważ w wojnie przeciw Niemcom udział wzięła Wielka Brytania oraz że to Niemcy wypowiedziały wojnę Francji, to Włochy nie obowiązuje casus foederis. Rzeczywistym powodem były włoskie apetyty na niektóre prowincje austriackie – Trydent, Tyrol Południowy, Triest, Istrię i Dalmację. Austriacy w zamian za przystąpienie do wojny po ich stronie byli skłonni do niewielkich ustępstw granicznych, ale to Ententa w tajnych rokowaniach zaproponowała więcej.
23 maja Włosi rozpoczęli działania wojenne przeciwko Austriakom. Walki w górskich rejonach Tyrolu trwały praktycznie do końca wojny – Austriacy byli dobrze ufortyfikowani, a źle przygotowani i dowodzeni Włosi wykrwawiali się w próbach zdobycia nowych terenów. Niektóre ofensywy austriackie docierały aż do rejonów Wenecji i Treviso. Natomiast na Adriatyku flota włoska nie umiała sobie poradzić z marynarką wojenną Habsburgów.
Dopiero ogólna klęska państw centralnych i rozpad Austro-Węgier w 1918 roku sprawiły, że ostatnia włoska ofensywa zdołała wreszcie, choć nie bez trudu, pokonać cesarsko-królewskie oddziały i zająć część ziem, które miały przypaść państwu włoskiemu po wojnie. Okazało się jednak, że nadzieje terytorialne Włochów zostały spełnione tylko w części.

### Włochy po I wojnie światowej

Terytorium Królestwa Włoch w okresie międzywojennym (1924–1941). Do kraju należały wówczas m.in. Istria i Zadar.

Włochy wyszły z wojny w złym stanie gospodarczym, z dużym zadłużeniem, narastającymi niepokojami społecznymi, zdezorganizowanym systemem finansowym. Mimo że należały do państw zwycięskich, ich nadzieje na nabytki terytorialne nie zostały w pełni zaspokojone. Wzrastało bezrobocie, zarówno w mieście, jak i na wsi. Narastało niezadowolenie ludności, a propaganda komunistyczna znajdowała wielu zwolenników. Wśród Włochów narastały przekonanie o krzywdzie i chęć radykalnych zmian.

#### 1922–1943 – dyktatura Benita Mussoliniego
Szczególnie niezadowoloną grupę społeczną tworzyli weterani wojenni. To wśród nich najszybciej rozpowszechnił się faszyzm, łączący w sobie etatyzm, pogardę dla demokracji, terror i zasadę wodzostwa. Na czele faszystów stał Benito Mussolini, który uważał, że tylko silne rządy mogą wydobyć państwo z powojennego chaosu. W 1922 roku poprowadził on marsz swoich zwolenników na Rzym i przejął dyktatorską władzę w kraju, formalnie obejmując urząd premiera.

### 1940–1945: udział w II wojnie światowej

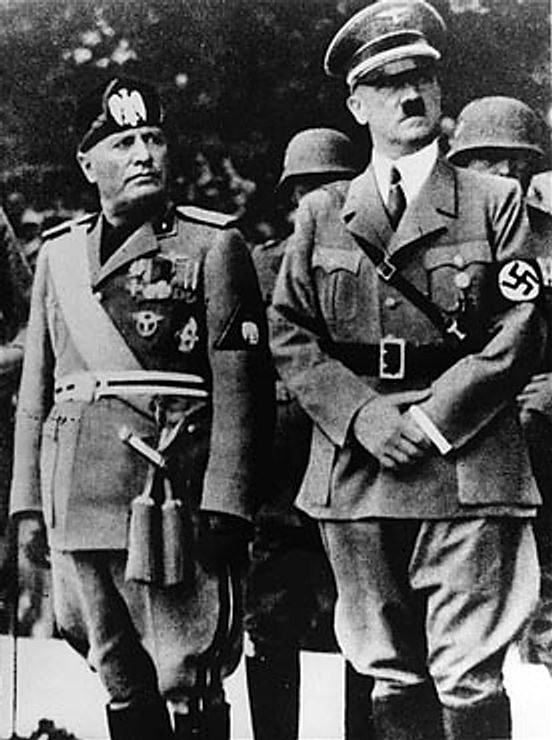
Benito Mussolini i Adolf Hitler

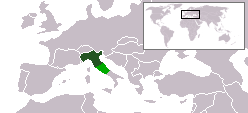
Włoska Republika Socjalna w 1943

Na początku II wojny światowej Włochy pozostały neutralne (za zgodą Adolfa Hitlera), ale wypowiedziały wojnę Francji i Wielkiej Brytanii w dniu 10 czerwca 1940, kiedy klęska Francji była przesądzona. Benito Mussolini wierzył, że Wielka Brytania będzie błagać o pokój – chciał mieć powód do zajęcia miejsca przy stole obrad pokojowych, ale przeliczył się. Z wyjątkiem floty, włoska armia lądowa była głównym powodem rozczarowania Mussoliniego i Hitlera, więc niemiecka pomoc była koniecznie potrzebna w Grecji i Afryce Północnej.
Po tym jak niemiecka armia pokonała Polskę, Danię, Norwegię i Francję, Mussolini postanowił wykorzystać Albanię jako trampolinę do inwazji na Grecję. Włosi rozpoczęli atak 28 października 1940, a na spotkaniu dwóch faszystowskich dyktatorów we Florencji, Mussolini zaskoczył Hitlera oznajmieniem włoskiej inwazji. Mussolini liczył na szybkie zwycięstwo, ale grecka armia szybko zatrzymała Włochów i wkrótce wkroczyła do południowej Albanii.
Strach Albańczyków przed rządami Greków (brak współpracy z Grekami) umożliwił utworzenie stabilnego frontu w środkowej Albanii. W obawie, że Bałkany staną się piętą achillesową w ich dominacji w Europie, III Rzesza razem z Węgrami i Bułgarią zdecydowały się zaatakować Jugosławię i Grecję, a miesiąc później Państwa Osi przyłączyły Kosowo do zarządzanej przez Włochy Albanii. W taki ironiczny sposób albańscy nacjonaliści byli świadkami realizacji ich snów połączenia większości terenów zamieszkanych przez Albańczyków.
Po nieudanej niemieckiej inwazji na ZSRR i przyłączeniu się do wojny Stanów Zjednoczonych w grudniu 1941 sytuacja Państw Osi uległa pogorszeniu. W maju 1943 wojska angielsko-amerykańskie pokonały Włochów i Niemców w Afryce Północnej, a w lipcu wylądowały na Sycylii. Król Wiktor Emanuel III zareagował dymisjonując i aresztując Mussoliniego, a także ustanawiając głównodowodzącego armią, Pietra Badoglia szefem rządu.
Nowy rząd oficjalnie kontynuował wojnę z aliantami, ale rozpoczął z nimi tajne negocjacje. Hitler nie ufał nowemu premierowi i wprowadził na terytorium Włoch dużą jednostkę niemiecką pod pretekstem walk z inwazją Aliantów. 8 września 1943 rząd Badoglia ogłosił zawieszenie broni z aliantami, ale nie wypowiedział wojny Niemcom, pozostawiając armię bez rozkazów. Premier i rodzina królewska przemieścili się do regionów kontrolowanych przez Aliantów. W zaistniałym zamieszaniu większość armii włoskiej rozproszyła się, a Niemcy szybko zaczęli okupować prowincje północnych i środkowych Włoch (południe kontrolowali alianci). Niemcy uwolnili Mussoliniego, który uformował faszystowską Włoską Republikę Socjalną na terenach kontrolowanych przez Niemców.
Podczas gdy alianckie jednostki powoli spychały niemiecki opór na północ (Rzym został oswobodzony w czerwcu 1944 – patrz: Bitwa o Monte Cassino; Mediolan w kwietniu 1945), rząd wreszcie wypowiedział wojnę III Rzeszy. Partyzanci włoscy nękali siły niemieckie jeszcze zanim siły anglo-amerykańskie wypędziły je w kwietniu 1945.

### Straty terytorialne i kolonialne w wyniku II wojny światowej
- Wolne Terytorium Triestu – w 1945 na terytoriach włoskich obejmujących północno-zachodnie wybrzeże półwyspu Istria oraz miasto portowe Triest z niewielkim zapleczem i korytarzem łączącym je z Włochami utworzono Wolne Terytorium Triestu, które zostało podzielone na strefę A (administracja Stanów Zjednoczonych oraz Wielkiej Brytanii, a od 1952 również Włoch) i strefę B (administracja Jugosławii). W 1954 Wolne Terytorium Triestu przestało istnieć i zostało podzielone między Jugosławię (Stefa B i skrawki strefy A) i Włochy (strefa A z Triestem).
- Włoska Afryka Wschodnia – w 1941 roku, w ramach kampanii wschodnioafrykańskiej, sprzymierzone wojska składające się z setek żołnierzy z Ghany, Nigerii, Afryki Południowej i Indii opanowały obszary wchodzące w skład Włoskiej Afryki Wschodniej: Erytreę, Etiopię oraz Somali Włoskie. Mózgiem kampanii był przebywający na emigracji w Wielkiej Brytanii etiopski cesarz Hajle Syllasje I, który przeniósł się do Chartumu, aby ułatwić kontakt między siłami oporu w Abisynii i brytyjskimi żołnierzami poza nią[46]. Po wyzwoleniu Etiopii Hajle Syllasje I odzyskał władzę w kraju[46]. W 1952 roku dotychczas administrowaną przez Brytyjczyków Erytreę decyzją Zgromadzenia Ogólnego ONZ przyłączono do Etiopii (w 1993 roku oderwała się od niej i uzyskała niepodległość[50]), zaś Somali Włoskie zostało oddane pod administrację Włoch jako terytorium powiernicze ONZ w 1950 roku[51]. W 1960 roku razem z Somali Brytyjskim utworzyło Republikę Somalii[51][52].
- Libia Włoska – została zajęta przez wojska alianckie w 1943 roku. Oficjalnie była kolonią włoską aż do 24 grudnia 1951 roku, gdy ogłosiła niepodległość od Włoch[51].
- Albania – po kapitulacji Włoch we wrześniu 1943 roku kontrolę nad Albanią przejęły Niemcy, które uczyniły z niej quasi-niepodległe państwo z obsadzoną przez skłonnych do kolaboracji albańskich polityków Radą Regencyjną na czele. W wyniku klęsk na frontach II wojny światowej latem 1944 roku Niemcy zaczęły stopniowo wycofywać się z Bałkanów, a zwierzchnictwo nad Albanią definitywnie utraciły w listopadzie 1944 roku przegrywając z partyzantami z Armii Narodowo-Wyzwoleńczej pod dowództwem Envera Hoxhy bitwy o Tiranę i Szkodrę. 28 listopada 1944 roku Albania została ogłoszona Republiką Ludową, w której do 1991 roku niepodzielną władzę sprawowała Komunistyczna Partia Albanii (w 1948 roku przemianowana na Albańską Partię Pracy)[53].
- Dodekanez – był okupowany przez Włochy do 1943 roku, a po ich kapitulacji został zdobyty przez Niemcy, pod kontrolą których pozostawał do 1945 roku, kiedy to trafił pod zarząd Wielkiej Brytanii. 7 marca 1947 roku został przekazany Grecji[43].
- Wyspy Jońskie – były okupowane przez Włochy do 1943 roku, a po ich kapitulacji pozostawały pod kontrolą Niemiec do 1944 roku, kiedy to zostały wyzwolone przez aliantów[49].
- Dalmacja – po wojnie weszła w skład komunistycznej Jugosławii (konkretnie – SR Chorwacji)

### Republika
2 czerwca 1946 odbyło się referendum konstytucyjne w sprawie ustroju politycznego państwa. Zwolennicy republiki wygrali niewielką przewagą głosów (54,3%) nad zwolennikami monarchii (45.7%). Humbert II, wraz z ojcem Wiktorem Emanuelem III (który abdykował miesiąc wcześniej), wyemigrowali do Egiptu. Obecnie pierwszy w linii sukcesji do tronu włoskiego jest Wiktor Emanuel (syn króla Humberta II).